# Pendeltåg w Sztokholmie
Pendeltåg w Sztokholmie (szw Stockholms pendeltåg) – system kolei podmiejskiej w Sztokholmie i okolicach. Sieć składa się z trzech linii. Pociągi jeżdżą po 200 km torów. W dzień roboczy z pendeltågu korzysta średnio 230 000 osób.
| Linia | Przebieg                           | Czas podróży | Długość | Liczba stacji |
| ----- | ---------------------------------- | ------------ | ------- | ------------- |
| J35   | Bålsta – Västerhaninge – Nynäshamn | 1:44         | 107 km  | 27            |
| J36   | Märsta – Södertälje centrum        | 1:21         | 74 km   | 24            |
| J37   | Södertälje centrum – Gnesta        | 0:31         | 30 km   | 6             |
| Razem | Razem                              | Razem        | 200 km  | 50            |

## Linia J35
Linia łączy miasto Bålsta w regionie Uppsala z nadmorskim Nynäshamn przez Dworzec Centralny w Sztokholmie.

## Linia J36
Jest to połączenia miasta Upsalla z Södertälje.

## Linia J37
Jedyna linia nie przebiegająca przez Sztokholm, łączy Södertälje z Gnesta.